# جائزة رونق المغرب للقصة
جائزة رونق المغرب للقصة، هي مسابقة سنوية أطلقها «الراصد الوطني للنشر والقراءة» منذ عام 2014. ويقوم رونق المغرب بإدارتها وتوفير الدعم والمساندة والإشراف عليها بصورة كاملة وتعيين لجنة قراءة خاصة لتحكيم الجائزة.
تهدف الجائزة إلى ترسيخ حضور القصة العربية، وإلى تشجيع وتقدير الكتاب الشباب المبدعين لتحفيزهم للمضي قدماً نحو آفاق أرحب للإبداع والتميز، وهو سعي إلى الاهتمام والإقبال على القراءة وزيادة الوعي المعرفي.
تنظم جائزة «رونق» للقصة لفائدة فئتي الناشئة وطنيا والكبار عربيا، ويقوم الراصد بنشر أعمال الفائزين بالجائزتين وتوزيعهما.